# Erilophodes
Erilophodes is een geslacht van vlinders van de familie spanners (Geometridae), uit de onderfamilie Ennominae.

## Soorten
- E. butzei Beutelspacher, 1984
- E. colorata Warren, 1894
- E. spinosa Covell, 1963
- E. toddi Covell, 1963